# Grevillea maccutcheonii
Grevillea maccutcheonii är en tvåhjärtbladig växtart som beskrevs av G.J. Keighery & R.J. Cranfield. Grevillea maccutcheonii ingår i släktet Grevillea och familjen Proteaceae. Inga underarter finns listade i Catalogue of Life.